# Lottomatica TV
Lottomatica TV è stato un canale televisivo tematico italiano, di proprietà del gruppo Lottomatica.
Le trasmissioni del canale sono cominciate il 1º gennaio 2013 alle ore 14:30.
Il canale era visibile in chiaro al canale 59 del digitale terrestre (precedentemente usato da POKERItalia24).
Il 1º maggio 2014 il canale è stato chiuso e sostituito da Split TV.

## Principali conduttori di Lottomatica TV
- Serena Garitta
- Ennio Canale
- Simone Repetto
- Ascanio Pacelli
- Tania Zamparo
- Giacomo Valenti
- Daniele Ronchetti
- Stefano Benzi
- Federico Di Stefano
- Daniele Raco
- Paola Servente